# Niphoparmena puncticollis
Niphoparmena puncticollis là một loài bọ cánh cứng trong họ Cerambycidae.